# Eustomias longibarba
Eustomias longibarba är en fiskart som beskrevs av Parr 1927. Eustomias longibarba ingår i släktet Eustomias och familjen Stomiidae. Inga underarter finns listade i Catalogue of Life.